# Coppa delle nazioni africane 1959
La Coppa delle nazioni africane 1959, nota anche come Egitto 1959, è stata la 2ª edizione di questo torneo di calcio continentale per squadre nazionali maggiori maschili (spesso detto Coppa d'Africa) organizzato dalla CAF e la cui fase finale si è svolta in Egitto, al tempo parte della Repubblica Araba Unita, dal 22 al 29 maggio 1959.
La formula del torneo prevedeva un girone all'italiana fra le tre nazionali partecipanti. Per la seconda volta nella sua storia a trionfare è stata la Rep. Araba Unita, che si è classificata prima nel girone.

## Squadre partecipanti
| Pr. | Squadra          | Data di qualificazione certa | Partecipante in quanto                                         | Ultima presenza |
| --- | ---------------- | ---------------------------- | -------------------------------------------------------------- | --------------- |
| 1   | Rep. Araba Unita | -                            | Rappresentativa della nazione organizzatrice della fase finale | Sudan 1957      |
| 2   | Etiopia          | -                            | Invitata alla fase finale                                      | Sudan 1957      |
| 3   | Sudan            | -                            | Invitata alla fase finale                                      | Sudan 1957      |

## Arbitri
Qui di seguito è riportata la lista degli arbitri scelti per la manifestazione.
- Živko Bajić
- Kóstas Tzítzis

## Fase finale

### Classifica
| Pos. | Squadra          | Pt | G | V | N | P | GF | GS | DR |
| ---- | ---------------- | -- | - | - | - | - | -- | -- | -- |
| 1.   | Rep. Araba Unita | 4  | 2 | 2 | 0 | 0 | 6  | 1  | +5 |
| 2.   | Sudan            | 2  | 2 | 1 | 0 | 1 | 2  | 2  | 0  |
| 3.   | Etiopia          | 0  | 2 | 0 | 0 | 2 | 0  | 5  | -5 |

### Risultati
| Arbitro: | Živko Bajić |

|                                       |           |  |
| El-Gohary 29’ 42’ 73’ El-Sherbini 64’ | Marcatori |  |

| Arbitro: | Kóstas Tzítzis |

|            |           |  |
| Drissa 40’ | Marcatori |  |

| Arbitro: | Živko Bajić |

|                |           |            |
| Baheeg 12’ 89’ | Marcatori | 65’ Manzul |

## Statistiche

### Classifica marcatori
3 reti
- Mahmoud El-Gohary

2 reti
- Esam Baheeg

1 rete
- Mutalib Abdel-Nasser Drissa
- Seddiq Mohammed Manzul